# Edith Klinger

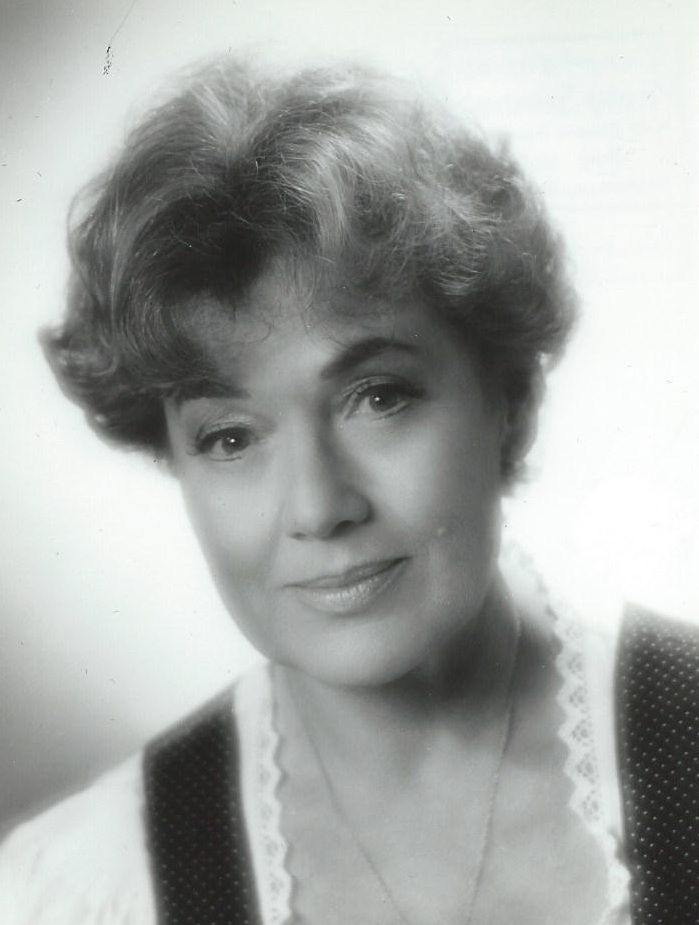
Edith Klinger

Edith Klinger (geborene Margulies; * 28. März 1922 in Wien; † 14. März 2013 ebenda) war eine österreichische Tierschützerin und langjährige Fernsehmoderatorin der beliebten ORF-Tiervergabesendung „Wer will mich?“. In früheren Jahren war Klinger als Film- und Theaterschauspielerin unter dem Namen Edith Prager bekannt. Zuletzt wohnte sie mit einer Katze in einer kleinen Wohnung am Rande des Pötzleinsdorfer Schlossparks in Wien.

## Leben
Edith Margulies wuchs nach der Trennung ihrer Eltern bei ihrer Mutter Nema Peretianu in Bukarest auf, wo sie mit hervorragendem Erfolg das renommierte Französische Lyzeum und die Akademie für darstellende Kunst absolvierte.

### Karriere
Nach Kriegsende kam sie wieder nach Wien, der Heimatstadt ihres unter der Naziherrschaft im Ghetto Theresienstadt ermordeten Vaters Otto Margulies, und startete eine Schauspielkarriere unter dem Namen ihres ersten Ehemannes (Prager). Diese Berufslaufbahn, die sie später unter anderem auch nach München führte, gab sie nach der (1954 erfolgten) Eheschließung mit ihrem zweiten Mann, dem Industriellen Harald Klinger, auf, um ihn in seinem Unternehmen (Textildruckereien) zu unterstützen.
Ab 1964 betreute Klinger 36 Jahre lang die „Tierecke“ in der Kronen Zeitung. Für das Blatt verfasste sie zudem Kulturbeiträge, Reisegeschichten sowie Film- und Theaterkritiken; aufgrund ihrer profunden Fremdsprachenkenntnisse (Französisch, Italienisch, Rumänisch, Englisch) wurde sie zuweilen auch für Übersetzungsarbeiten in Anspruch genommen. Bevor sie von Herausgeber Hans Dichand als redaktionelle Mitarbeiterin angeworben wurde, hatte sie dessen Aufmerksamkeit durch die selbstlose regelmäßige Finanzierung von Annoncen zur Suche verlorengegangener Tiere gewonnen. Drei Jahre arbeitete sie unentgeltlich, da sie nicht wollte, dass ihr Engagement zum Beruf wird. Gleichzeitig mit der „Tierecke“ hatte sie eine Tierschutz-Kolumne, in der sie gelegentlich den offenen Konflikt mit Interessen der Wirtschaft nicht scheute. Kurz nach der Einstellung der Fernsehsendung wurde ihr auch die Betreuung der „Tierecke“ entzogen. Großen Erfolg hatte ihr Fernsehauftritt in der „Nette Leit Show“ von Hermes Phettberg.
Von 1981 bis Ende 1999 war sie – nach Mitwirkung am TV-„Seniorenclub“ in den 1970er Jahren – als Fernsehmoderatorin der beliebten ORF-Tiersendung „Wer will mich?“ erst wochentags und bald immer Samstag am späten Nachmittag als Tiervermittlerin tätig, wobei sie strenge Kriterien für die Vergabe aufstellte. Ihre Sendung präsentierte sie stets im Dirndlkleid. Im Jahr 2000 wurde sie, für sie selber völlig überraschend, von einer 50 Jahre jüngeren ehemaligen Stewardess, Maggie Entenfellner, abgelöst und die Sendung sodann als „nicht mehr zeitgemäß“ eingestellt.
Die Tierschutzaktivistin, die sich auch in anderen Ländern (Italien, Griechenland, Ägypten) engagierte, war seit 2005 gesundheitlich angeschlagen, nachdem sie sich einen Oberschenkelbruch zugezogen hatte. Ihr Stiefsohn ist der Journalist Tom Klinger, der unter anderem für die Kronenzeitung und die Zeitung Österreich tätig war. 
Beigesetzt ist Edith Klinger auf dem Wiener Zentralfriedhof (V. Tor, Neue Jüdische Abteilung).

## Auszeichnungen
Klinger, die sich gemeinsam mit zahlreichen anderen Tierschützern und Tierschutzorganisationen jahrzehntelang vehement für ein bundesweit geltendes Tierschutzgesetz einsetzte, ist Trägerin staatlicher und kirchlicher Auszeichnungen:
- Preis der Leopold-Gratz-Stiftung für soziales Engagement[6]

## Filmografie
- 1948: Die Schatztruhe
- 1949: Märchen vom Glück
- 1950: Glück aus Ohio
- 1950: Kind der Donau
- 1951: Eva und der Frauenarzt
- 1951: Czardas der Herzen
- 1952: 1. April 2000
- 1952: Wienerinnen
- 1953: Seesterne
- 1956: Lügen haben hübsche Beine
- 1960: Herr Puntila und sein Knecht Matti

## Beispielsendungen
- ORF: Edith Klinger: „Wer will mich?“ „Tiere suchen ein Zuhause“. ORF FS2. Archivierte Sendung aus dem Jahr 1985.
- ORF: Edith Klinger: „Wer will mich?“ „Tiere suchen ein Zuhause“. ORF FS2. Archivierte Sendung aus dem Jahr 1987.